# Valentina Lisitsa
Valentina Lisitsa (také českou transkripcí ruštiny Valentina Jevgeněvna Lisica či ukrajinštiny Valentyna Lysycja, rusky Валентина Евгеньевна Лисица, * 11. prosince 1973 Kyjev) je ukrajinská klavíristka žijící v současné době v USA. Jejím manželem a zároveň hudebním partnerem pro hru na 4 ruce je pianista Alexej Kuzněcov. Interpretuje například díla Fryderyka Chopina či Sergeje Rachmaninova. Řadu svých nahrávek zveřejňuje na serveru YouTube, kde patří k známým interpretům.

## Život a dílo
Narodila se v Kyjevě v tehdejší Ukrajinské SSR. Po matce je rusko-polského původu a po otci má ukrajinské předky; doma se mluvilo rusky, ve škole se později naučila ukrajinsky. Její starší bratr předčasně zemřel v roce 2009.
Ve třech letech začala studovat hru na klavír a hned o rok později odehrála svůj první sólový recitál. Kromě hudební kariéry původně uvažovala také o dráze profesionální šachistky. Během studia na kyjevské konzervatoři se seznámila s Alexejem Kuzněcovem, svým budoucím manželem a spoluhráčem v klavírním duu. Po úspěchu v Rusku se oba přestěhovali do USA a v roce 1991 zde pak zvítězili v soutěži klavírních dvojic Dranoff Two Piano Competition, konané na Floridě. Postupně žili v Dallasu, v Miami a nakonec přesídlili na venkov ve státě Severní Karolína. Pár se vzal v roce 1992, mají spolu syna Benjamina.
Po jisté osobní krizi a problémech se zaměstnáním nahrála Lisitsa v roce 2007 své první video na serveru YouTube; jednalo se o nekvalitní nahrávku málo známé Rachmaninovovy klavírní etudy. Od té doby na této platformě zveřejnila mnoho dalších nahrávek, a stala se zde velmi populární interpretkou, jejíž interpretace zaznamenaly stovky milionů zhlédnutí.
Natočila několik alb (včetně dvou s manželem) pro labely Audiofon Records, Decca (Decca Classics) a další. Prvním albem bylo podomácku vyrobené DVD s dvaceti čtyřmi etudami od Chopina. U labelu Decca postupně vydala záznam svého vystoupení v Royal Albert Hall Valentina Lisitsa Live at the Royal Albert Hall (2012), komplet Rachmaninovových koncertů s London Symphony Orchestra (2013), díla Ference Liszta (2013) a album s minimalistickou filmovou hudbou Michaela Nymana (2014). K dalším nahrávkám patří recitál s houslistkou Idou Haendelovou, díla Franze Schuberta, či záznam s názvem Black a Pink. Na koncertech dále hraje skladby Rachmaninova, Schumanna, Beethovena, Brahmse, Šostakoviče a dalších; vystupovala kromě jiného v londýnských síních Royal Albert Hall a Wigmore Hall, newyorské Carnegie Hall, či vídeňské Musikverein. Podle vlastních slov ji ze světových pianistů nejvíce ovlivnil Wilhelm Backhaus, pak Sergej Rachmaninov a Josef Hofmann.

## Politické názory
Valentina Lisitsa je dlouhodobou kritičkou směřování samostatné Ukrajiny po rozpadu Sovětského svazu v roce 1990. V roce 2015 například vyvolalo mediální pozornost zrušení jejího plánovaného koncertu v kanadském Torontu v souvislosti s příspěvky na sociální síti Twitter, kde kromě jiného označila tehdejší ukrajinskou vládu za „nacisty“; toto rozhodnutí Torontského symfonického orchestru ve své době názorově rozdělilo kanadskou kulturní scénu. V roce 2018 pak tehdejší ukrajinský velvyslanec v ČR Jevhen Perebyjnis žádal o zrušení jejího vystoupení na festivalu Dvořákova Praha, a to kvůli příspěvkům, v nichž Lisitsa vyjadřovala své protiukrajinské, resp. proruské postoje. Po vypuknutí bojů na východní Ukrajině po roce 2014 opakovaně koncertovala na území separatistické Doněcké lidové republiky, v květnu 2022 pak vystoupila v Mariupolu, tou dobou zničeném po obléhání a dobytí ruskou armádou.